# Хуснутдинов, Наиль Кадырович
Наиль Кадырович Хуснутдинов (род. 20 июля 1948, Казань) — российский политический деятель, депутат Государственной думы третьего созыва.

## Биография
В 1978 году окончил Казанский государственный университет им. В. И. Ульянова-Ленина по специальности «историк».
В 1983—1990 гг. — заместитель главы администрации г. Казани. В 1996—1998 гг. — председатель Государственной телерадиокомпании (ГТРК) «Татарстан». В  1998 году по просьбе Халяфа Низамова вырезал из записи выступления Минтимера Шаймиева острые и критические замечания, после этого был снят с должности председателя ,, ГТРК Татарстан''. В 1998—1999 гг. — префект историко-культурной заповедной территории «Старо-Татарская слобода».

### Депутат госдумы
В 1999—2003 гг. — депутат Государственной Думы РФ третьего созыва.
В 2003—2006 гг. — глава администрации Приволжского района г. Казани.
С марта 2009 года — депутат Государственного Совета Республики Татарстан четвёртого созыва.